# Woody Herman

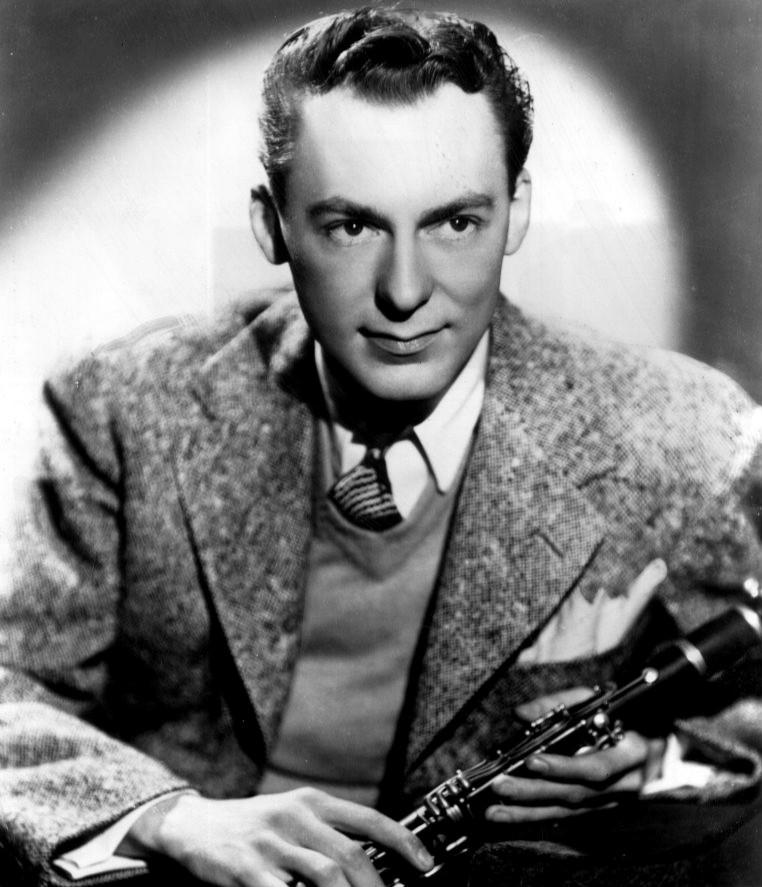
Woody Herman 1949

Woody Herman (eigentlich Woodrow Charles Thomas Herman; * 16. Mai 1913 in Milwaukee, Wisconsin; † 29. Oktober 1987 in Los Angeles, Kalifornien) war ein US-amerikanischer Jazz-Klarinettist, Sänger und Bandleader.

## Biographie
Herman, der als musikalisches Wunderkind auf der Klarinette galt, trat bereits mit neun Jahren öffentlich im Vaudeville-Theater auf (auch als Sänger und Tänzer). 1930 zog er von Milwaukee weg und übernahm nach kurzen Gastspielen bei Harry Sosnick und Gus Arnheim 1936 den Kern der Big Band von Isham Jones, der er seit 1934 angehört hatte. 1936 hatte die Jones-Band ihre einzigen Charts-Erfolge mit Herman als Sänger mit den Songs Life Begins When You’re in Love und There Is No Greater Love.
Woody Herman war ein hervorragender Klarinetten-Virtuose; in seinem Spiel auf dem Altsaxophon war er zeitlebens stark beeinflusst von der Spieltechnik Frank Trumbauers. Er stellte im Laufe seiner Karriere zahlreiche erfolgreiche Orchester zusammen.

## Bandgeschichte
Die erste, aus der Jones-Band hervorgegangene Formation Hermans nannte sich zunächst The Band That Plays The Blues; Ende 1936 gab die Band ihr Debüt im Roseland in Brooklyn und hatte im Oktober 1937 einen ersten kleinen Hit mit I Double Dare You (#18). 1939 landete er mit Woodchopper’s Ball einen Hit, der über eine Million Mal verkauft wurde. Dies war der Durchbruch zu einem der führenden Orchester der späten Swing-Ära. Wichtige Musiker dieser Zeit waren Joe Bishop und Gordon Jenkins. Ende 1939 löste sie die Glenn-Miller-Band im Glen Island Casino ab und spielte zweimal im Famous Door.
Seine späteren Orchester nannte er Herd bzw. Herman’s Herd. Bekannte Musiker, die in seinen Big Bands spielten, waren unter anderem die Rhythmusgruppe aus Schlagzeuger Dave Tough, Bassist Chubby Jackson, Gitarrist Billy Bauer und Pianist Ralph Burns sowie die Saxophonisten Stan Getz und Flip Phillips sowie die Trompeter Shorty Rogers sowie die Brüder Pete und Conte Candoli. Rogers war ebenso wie Neal Hefti und Ralph Burns auch als Arrangeur für Herman tätig. In der ersten „Herde“ hatte Herman Hits wie Caldonia, Laura und Northwest Passage. Sie beeindruckte auch das klassische Lager – Igor Stravinsky war von den Fähigkeiten der Band so tief beeindruckt, dass er für sie 1945 das Ebony Concerto komponierte. Sängerin in der First Herd war Frances Wayne; mit ihr hatte die Band einen Hiterfolg mit Happiness Is a Thing Called Joe.

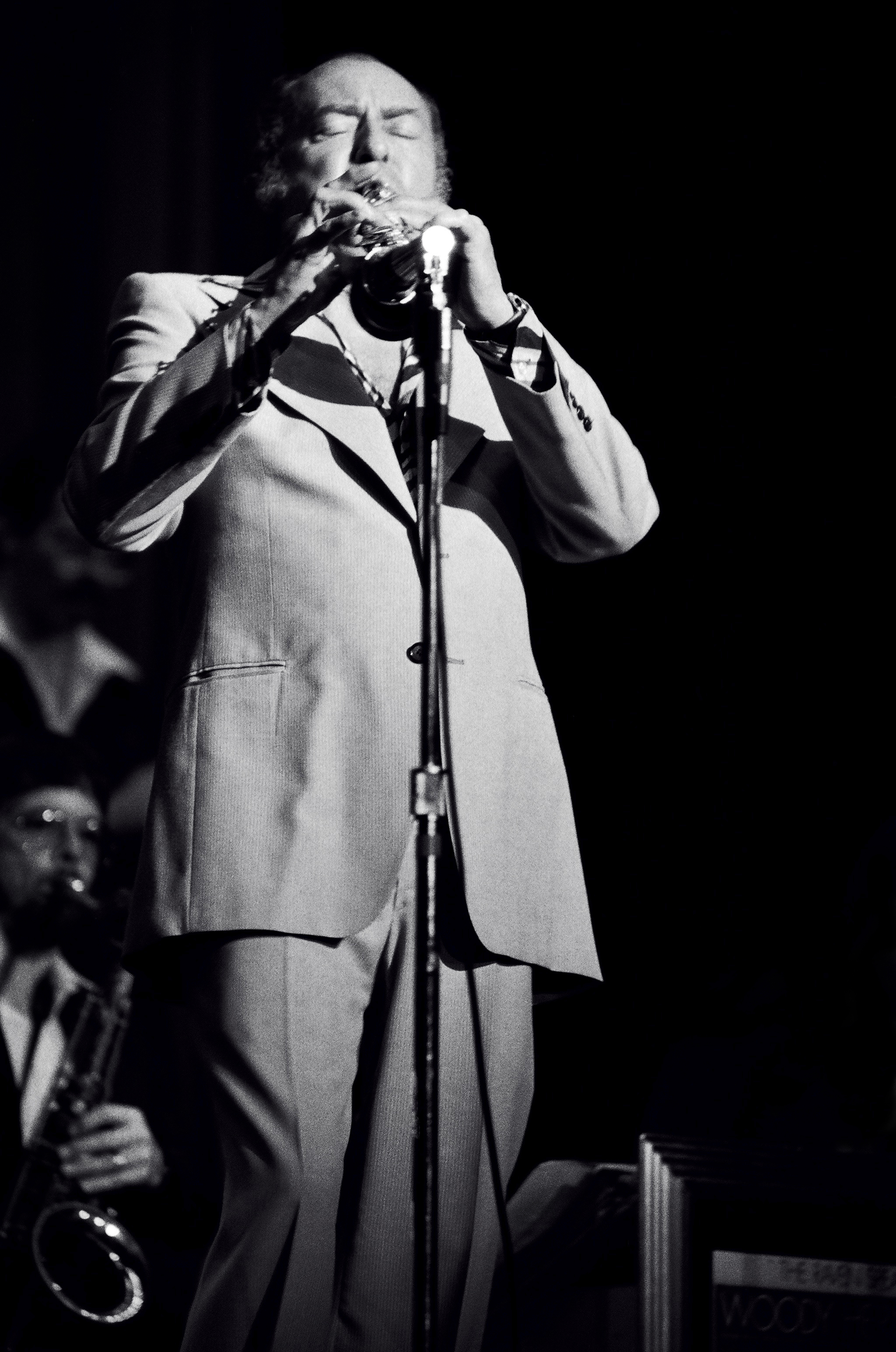
Woody Herman 1976

Nachdem Dave Tough, Hefti und Wayne die Band verlassen hatten, nahm Woody Herman einige Umbesetzungen vor; Anfang 1946 kam der Vibraphonist Red Norvo hinzu. Nach einer Pause stellte er 1947 „die zweite Herde“ in Los Angeles zusammen, mit der legendären Four Brothers-Saxophon-Section, damals aus Getz, Zoot Sims, Serge Chaloff, Herbie Steward (1948 Al Cohn statt Steward, noch später mit Gene Ammons, Jimmy Giuffre, Richie Kamuca usw.). Die Nummer war von Jimmy Giuffre komponiert worden (für drei Tenor- und ein Baritonsaxophon) und gab jedem der „Brüder“ Solos vor dem Zusammenspiel im Finale. Die zweite Herde, mit der er auch Bebop-Strömungen aufgriff (wie in Lemon Drop), bestand bis 1949, als Herman ein Engagement auf Kuba annahm, die dritte Herde von 1949 bis 1955. Mit ihr unternahm er eine Europatournee 1954. Danach spielte er abwechselnd in kleineren Combos und für größere Tourneen (wie in Südamerika 1958) mit Big Bands.
Mit der vierten Herde (ab 1963) ging er wieder auf Tour, z. B. 1965 auf dem Antibes-Festival und dem Basin’ Street West in San Francisco, wo das Live-Album Woody’s Winners mitgeschnitten wurde. 1966 gastierte Herman in Europa, 1968 auf dem Newport Jazz Festival und 1969 in Deutschland. Im Oktober 1974 begleitete sein Orchester Frank Sinatra bei dessen Fernsehkonzert The Main Event im Madison Square Garden, das weltweit eine Milliarde Zuschauer erreichte und den TV-Reichweiten-Rekord der Mondlandung einstellte. Bis in die 1980er Jahre blieb er erfolgreich mit seinen Thundering Herds.
In den 1950er und 60er Jahren experimentierte Hermans Big Band vielfach auch mit Elementen moderner Jazzstile wie dem Cool Jazz und dem Bebop, die geschickt mit den Formen des traditionellen Jazz verknüpft wurden. Neben seiner Bedeutung als einer der führenden Swing-Klarinettisten (zusammen mit Benny Goodman und Artie Shaw), war es insbesondere Hermans Fähigkeit als Organisator innovativer und kreativer Ensembles, die ihn aus den Persönlichkeiten des Jazz des 20. Jahrhunderts herausragen lässt.

## Der Sänger
Sein Biograph George T. Simon hebt auch seine Bedeutung als Sänger hervor; er sang eine Menge Comedy-, Blues- und Swingtitel, beeindruckte aber am meisten als Balladensänger, wie in It’s a Blue World, This Time the Dream’s on Me oder I’ll Remember April. Er sang auch Exotica wie Pancho Maximilian Hernandez und eine Cowboy Rhumba und war Duett-Partner für Bing Crosby, Peggy Lee, Billy Eckstine, Dinah Shore und Nat Cole. Nachdem seine Gesangsnummer Laura für Columbia erfolgreich gewesen war, nahm er 1957 mit Begleitmusikern wie „Sweets“ Edison, Charlie Shavers, Ben Webster und Marty Paich als Arrangeur das Album Songs for Hip Lovers auf. Der Autor Will Friedwald weist darauf hin, dass Herman vor allem als Sänger bekannt war, bevor er 1939 mit Woodchopper’s Ball seinen großen Instrumentalhit hatte und sein Gesang alle Ausprägungen singender Musiker der 30er, 40er und 50er Jahre umfasste; „seine Stimme war für ihn als Kinderstar im Vaudeville wichtig und dann als Sideman in verschiedenen der führenden weißen Dance Bands der dreißiger Jahre“, so bei Tom Gerun, Harry Sosnick, Gus Arnheim und Isham Jones. Mit Solisten aus dem Jones-Orchester stellte Herman seine eigene Band That Plays the Blues-Formation zusammen. Jack Kapp setzte Herman als B-Band mit Titeln ein, die sonst niemand spielen wollte. Noch Anfang 1939 hielten Hermans Gesangshits Schritt mit seinen instrumentalen Erfolgsnummern.

## Zitate
„Wir hatten eigentlich nie das Gefühl, für diesen Menschen zu arbeiten, sondern vielmehr mit ihm. Er erkennt an, was wir tun, und er lässt uns das auch spüren. Und die Jungs erkennen ihn an und respektieren ihn. Dadurch arbeiten sie umso mehr.“

„Kein namhafter Bandleader ist sowohl von den Männern, die für ihn arbeiten, als auch von jenen, für die er arbeitete, mehr geschätzt worden.“